# Prideaux John Selby
Pour les articles homonymes, voir Selby (homonymie).
Prideaux John Selby est un ornithologue, un botaniste et un illustrateur britannique, né le 23 juillet 1788 à Alnwick, dans le Northumberland et mort le 27 mars 1867 à Twizell House.

## Biographie
Il fait ses études à l'University College d'Oxford. Il hérite, en 1804, des propriétés familiales à Beal. Selby se marie avec Lewis Tabitha Mitford, et ont trois filles.
Selby est surtout connu pour avoir écrit Illustrations of British Ornithology (1821-1834), premier recueil d'illustrations « grandeur nature » des oiseaux des îles Britanniques. On lui doit aussi Illustrations of Ornithology en collaboration avec William Jardine et un ouvrage sur les arbres A History of British Forest-trees (1842).
De nombreuses illustrations de ses œuvres sont réalisées à partir des spécimens de sa collection. En addition à tout ceci, il contribue au volume sur les pigeons (1835) et à celui sur les perroquets du Naturalist’s Library de W. Jardine, les illustrations sont d’Edward Lear (1812-1888). Il a participé à l’édition du Magazine of Zoology and Botany. Ses collections sont vendues en 1885 et dispersées. Les oiseaux d’Afrique du Sud, qui avaient été récoltés par Sir Andrew Smith (1797-1872), de sa collection sont conservés au musée de zoologie de l’université de Cambridge.

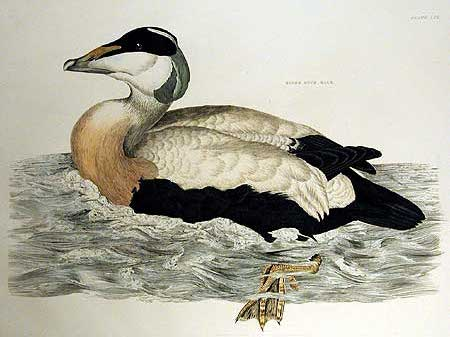
Un eider d'après Illustrations of British Ornithology

## Liste partielle des publications
- 1833 : Illustrations of British ornithology[3] (W.H. Lizars, Édimbourg).